# Giovani Casillas
Giovani Daniel Casillas Chávez (Guadalajara, 4 gennaio 1994) è un ex calciatore messicano, di ruolo centrocampista.

## Caratteristiche tecniche
Può giocare principalmente come esterno sinistro o ala sinistra, ma anche in posizione più centrale.

## Carriera

### Club
Cresciuto nelle giovanili dei Chivas, ha l'occasione di debuttare in prima squadra a 17 anni il 6 agosto 2011 in un Chivas-Pumas 0-0, entrando all'82º al posto di Jesús Sánchez, ma deve poi perdere tutto il resto del campionato in seguito ad un intervento al ginocchio destro, al quale si era infortunato. Nel torneo successivo viene spesso aggregato alla prima squadra e colleziona 6 presenze, due delle quali da titolare (esordio dal primo minuto alla 13ª giornata contro l'Estudiantes, in cui si rende spesso pericoloso e si fa notare per la personalità con cui gioca la palla). Nel frattempo ottiene anche 4 presenze nella Copa Libertadores 2012. In seguito tuttavia non viene più impiegato con la prima squadra, anche a causa di una ricaduta al tendine del ginocchio.

### Nazionale
Con la Nazionale under 17 ha partecipato al Mondiale di categoria nel 2011, dove il Messico ha vinto e lui ha siglato il secondo e decisivo gol nella finale.

## Statistiche

### Presenze e reti nei club
Statistiche aggiornate al 19 dicembre 2012.
| Stagione  | Squadra     | Campionato | Campionato | Campionato | Coppe nazionali | Coppe nazionali | Coppe nazionali | Coppe continentali | Coppe continentali | Coppe continentali | Totale | Totale |
| Stagione  | Squadra     | Comp       | Pres       | Reti       | Comp            | Pres            | Reti            | Comp               | Pres               | Reti               | Pres   | Reti   |
| --------- | ----------- | ---------- | ---------- | ---------- | --------------- | --------------- | --------------- | ------------------ | ------------------ | ------------------ | ------ | ------ |
| 2008-2009 | Guadalajara | TD         | 1          | 0          | -               | -               | -               | -                  | -                  | -                  | 1      | 0      |
| 2009-2010 | Guadalajara | TD         | 15         | 0          | -               | -               | -               | CL                 | 0                  | 0                  | 15     | 0      |
| 2010-2011 | Guadalajara | TD         | 5          | 1          | -               | -               | -               | -                  | -                  | -                  | 5      | 1      |
| 2011-2012 | Guadalajara | PD         | 7          | 0          | -               | -               | -               | CL                 | 4                  | 0                  | 11     | 0      |
| 2012-2013 | Guadalajara | PD         | 0          | 0          | -               | -               | -               | CCL                | 0                  | 0                  | 0      | 0      |
| Totale    | Totale      | Totale     | 28         | 1          |                 | -               | -               |                    | 4                  | 0                  | 32     | 1      |

## Palmarès

### Nazionale
- Campionato mondiale Under-17: 1

2011